# Чемберс-стріт (Мангеттен)
Чемберс-стріт (англ. Chambers Street) — вулиця з двостороннім рухом у боро Нью-Йорка Мангеттен. Пролягає від Рівер-Террас, Баттері-Парк-Сіті на заході, повз PS 234 (Школа Незалежності), Громадського коледжу району Манхеттена та середньої школи Стайвесант до Манхеттенської муніципальної будівлі на сході Центр-стріт 1. Між Бродвеєм і Центр-стріт Чемберс-стріт утворює північну межу території, що оточує мерію Нью-Йорка та будівлі суду Твід. Навпроти будівлі Твід розміщений Зал протоколів Мангеттена. Мармуровий палац 280 Бродвей лежить на захід від нього, на північній стороні Чемберс.

## Історія
Чемберс-стріт названа на честь адвоката Джона Чемберса (1710—1764), важливого парафіянина церкви Трійці на Мангеттені, де він був ризником (1726—1757) і старостою (1757—1765) церкви протягом 38 років, сина Вільяма Чемберса, і чоловіка Анни Ван Кортландт. Племінником Чемберса був Джон Джей. Неподалік розташована, названа на честь Джона Мюррея, юридичного партнера Чемберса, вулиця Мюррей-стріт. До 1971 року Чемберс-стріт продовжувалася на схід від Сентр-стріт як вулиця під назвою Нью-Чемберс-стріт, яка проходила через арку муніципальної будівлі. У своїй остаточній конфігурації Нью-Чемберс-стріт забезпечувала рух у західному напрямку від перехрестя Парк-Роу, з'їзду з Бруклінського мосту і Дуейн-стріт. У 1971 році вулицю закрили, щоб звільнити місце для будівництва пішохідної площі на Поліцейській площі, 1. Дуейн-стріт також закрили, а перехрестя з Парк-Роу ліквідували, а Парк-Роу перенаправили під пішохідну площу.
Починаючи з 2010 року, Чамберс-стріт була повністю реконструйована. 2015 року реконструкцію було завершено.